# Ulzigerode
Ulzigerode là một đô thị ở huyện Mansfeld-Südharz, Saxony-Anhalt, nước Đức. Đô thị Ulzigerode có diện tích 5,29 km².